# Chiesa dell'Immacolata Concezione (Torino, Centro)
La chiesa dell'Immacolata Concezione si trova a Torino, prospettante sulla via Arsenale all'angolo con via Lascaris.

## Storia
La chiesa fu eretta sulla spinta dei marchesi Simiana di Pianezza e prese il nome di Cappella dell'Arcivescovado, in quanto facente parte, dal 1776, del complesso edilizio che costituisce l'arcivescovado di Torino. Il progetto è stato attribuito all'architetto teatino Guarino Guarini sulla base degli elementi stilistici della chiesa, ma non vi sono prove documentali certe di questa paternità artistica.
I lavori iniziarono nel 1675, subirono un'interruzione nel 1677 e furono terminati vent'anni dopo, quando la chiesa fu consacrata. La chiesa fu inizialmente affidata ai Padri missionari, ma nel 1776 questi furono trasferiti nel convento dei Santi Martiri. A metà del XIX secolo la chiesa divenne un semplice oratorio dedicato a funzioni particolari dell'arcivescovado (qui fu ordinato sacerdote, il 5 giugno 1841, san Giovanni Bosco).
Rimasta a lungo chiusa al pubblico ed inutilizzata, la chiesa subì un notevole degrado fino a che, tra il 1981 e il 1988, fu sottoposta ad un restauro conservativo integrale.

## Descrizione
La facciata, conclusa nel 1730, è disposta su due ordini separati da due costoloni, ha un prospetto sinuoso, frutto geometrico dell'intersezione di due circonferenze d'identico raggio e con centro sull'asse longitudinale della pianta dell'edificio: quello con centro all'esterno della chiesa segna le due ali della facciata, mentre quello con centro all'interno della chiesa prosegue, lui solo, all'interno, ove le due circonferenze sono separate da un rettangolo. Al centro della facciata, sulla seconda circonferenza che qui assume aspetto convesso, vi è il portale d'ingresso sormontato da un semplice timpano, nella parte inferiore, mentre quella superiore evidenzia un lucernario di forma semicircolare. 

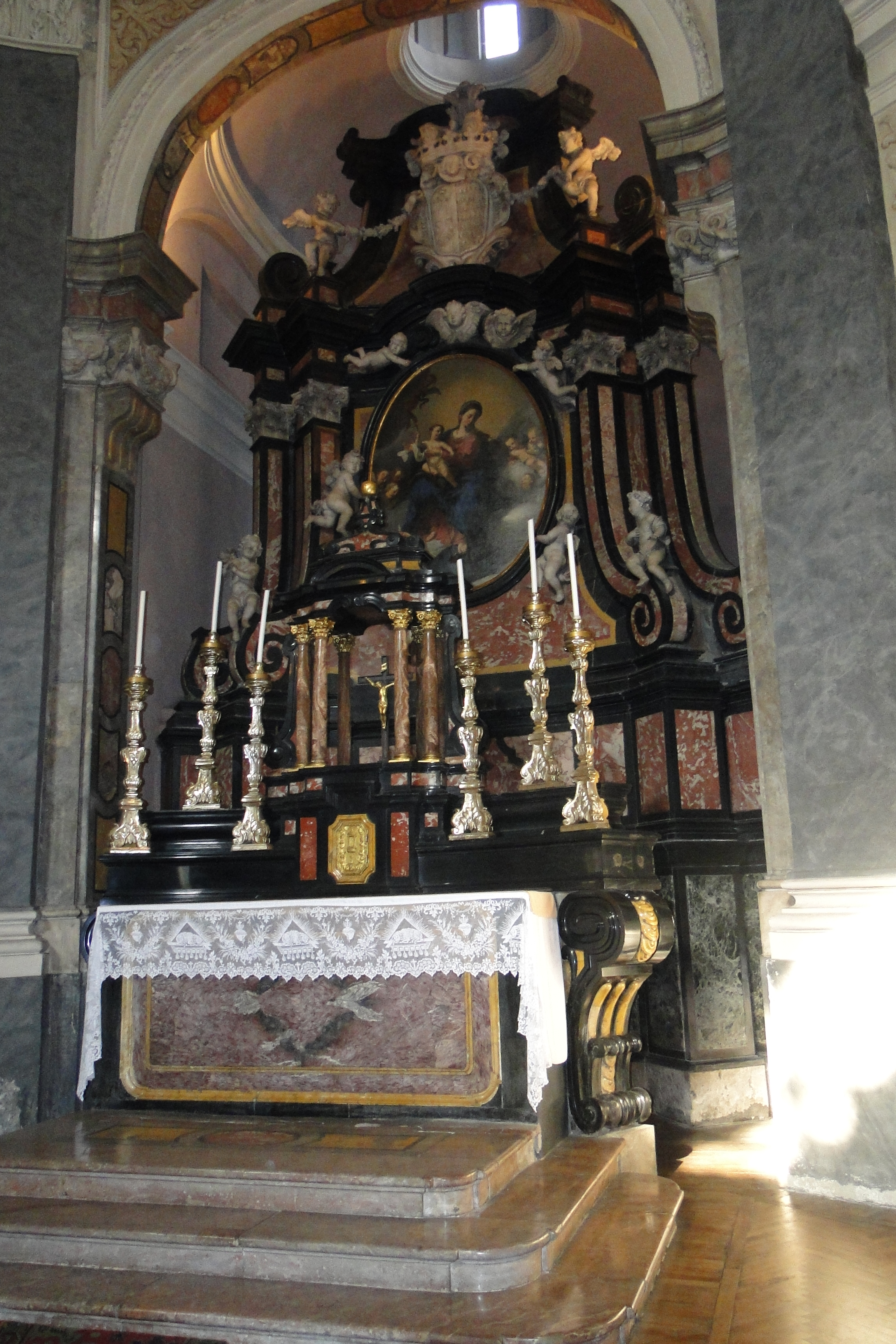
L'altar maggiore

Ai lati del portale, sulla parte concava (prima circonferenza), stanno due nicchie vuote sormontate da altrettanti quadri a stucco con motivi floreali.
Le volte laterali sono a bacino aperto, mentre quella centrale è a botte. Quest'ultima è decorata con pannelli di cartone dipinti a guazzo e illustrati da motivi geometrici e floreali. Sulle tre chiavi di volta all'intradosso sono esposti tre dipinti su tela del pittore Michele Antonio Milocco.
L'altar maggiore, eseguito da marmisti luganesi tra il 1697 e il 1709, è costituito da due parti: l'altare vero e proprio, a forma di monumentale baldacchino in marmi policromi, contiene una pala rappresentante la Madonna con Bambino in ovale, sormontata dallo stemma gentilizio dei Simiana di Pianezza, e la mensa, leggermente staccata.
Due sono le cappelle laterali: quella di sinistra, denominata "del Crocifisso", è dedicata a san Vincenzo de Paoli e contiene un altare, opera dell'architetto Bernardo Antonio Vittone, sovrastato da una pala rappresentante la Predica di San Vincenzo de Paoli, del pittore Alessandro Trono; quella di destra, dedicata a san Giuseppe, contiene una pala raffigurante Il transito di san Giuseppe, del pittore Giovanni Antonio Mari.

## Altre immagini

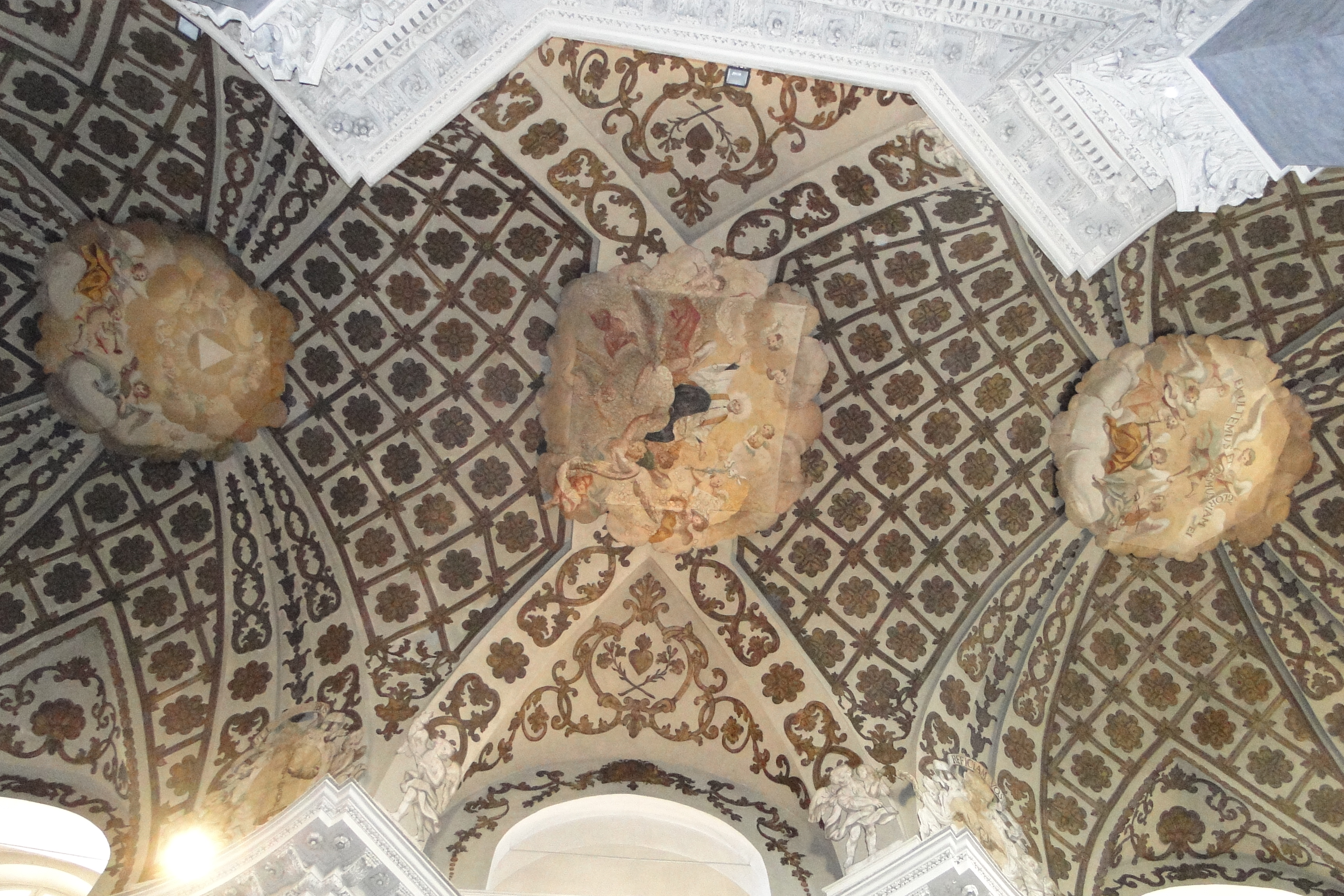
Particolare della volta con i tre dipinti del Milocco alle chiavi di volta
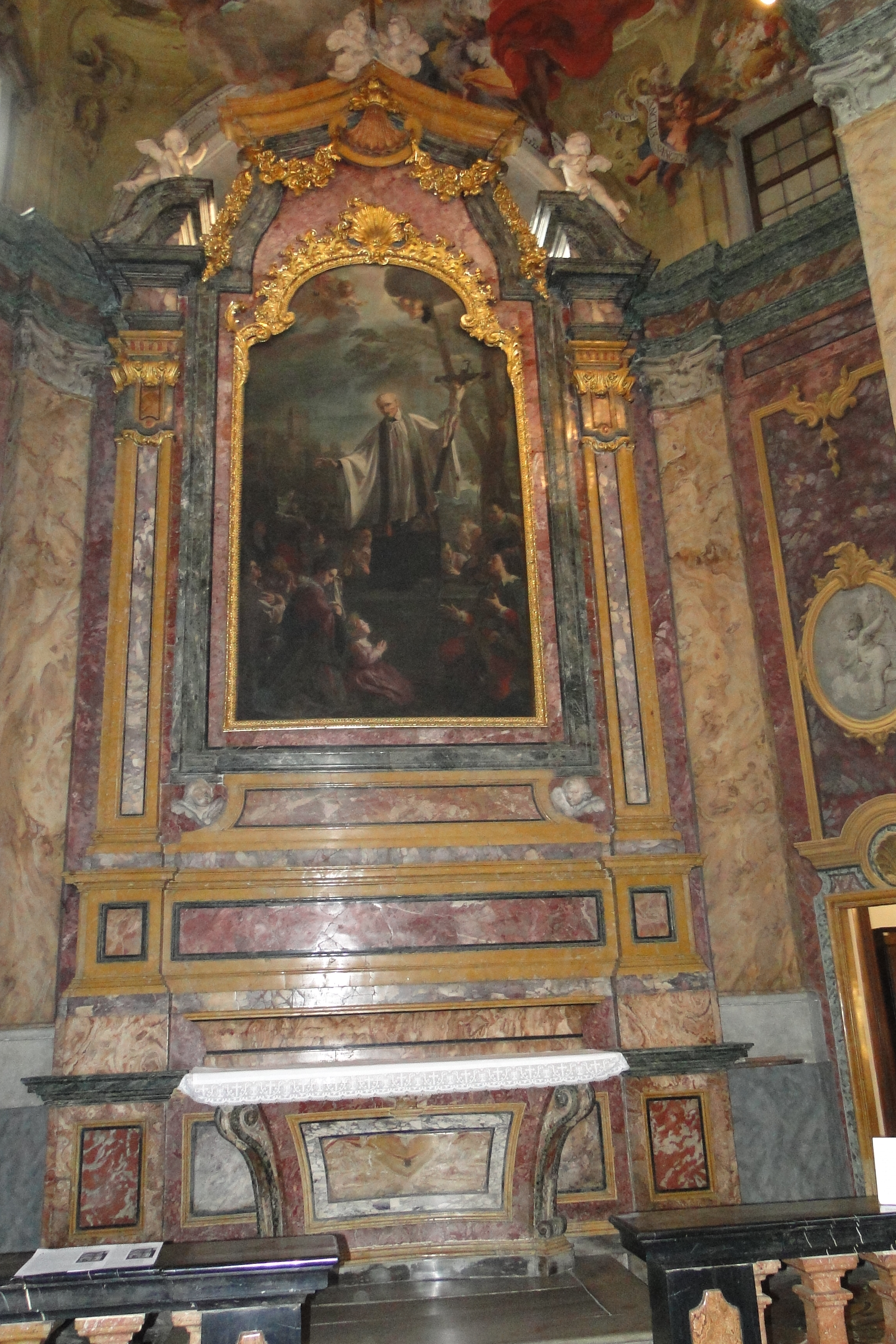
L'altare di sinistra del Vittone con la pala rappresentante la Predica di San Vincenzo de Paoli, del pittore Alessandro Trono
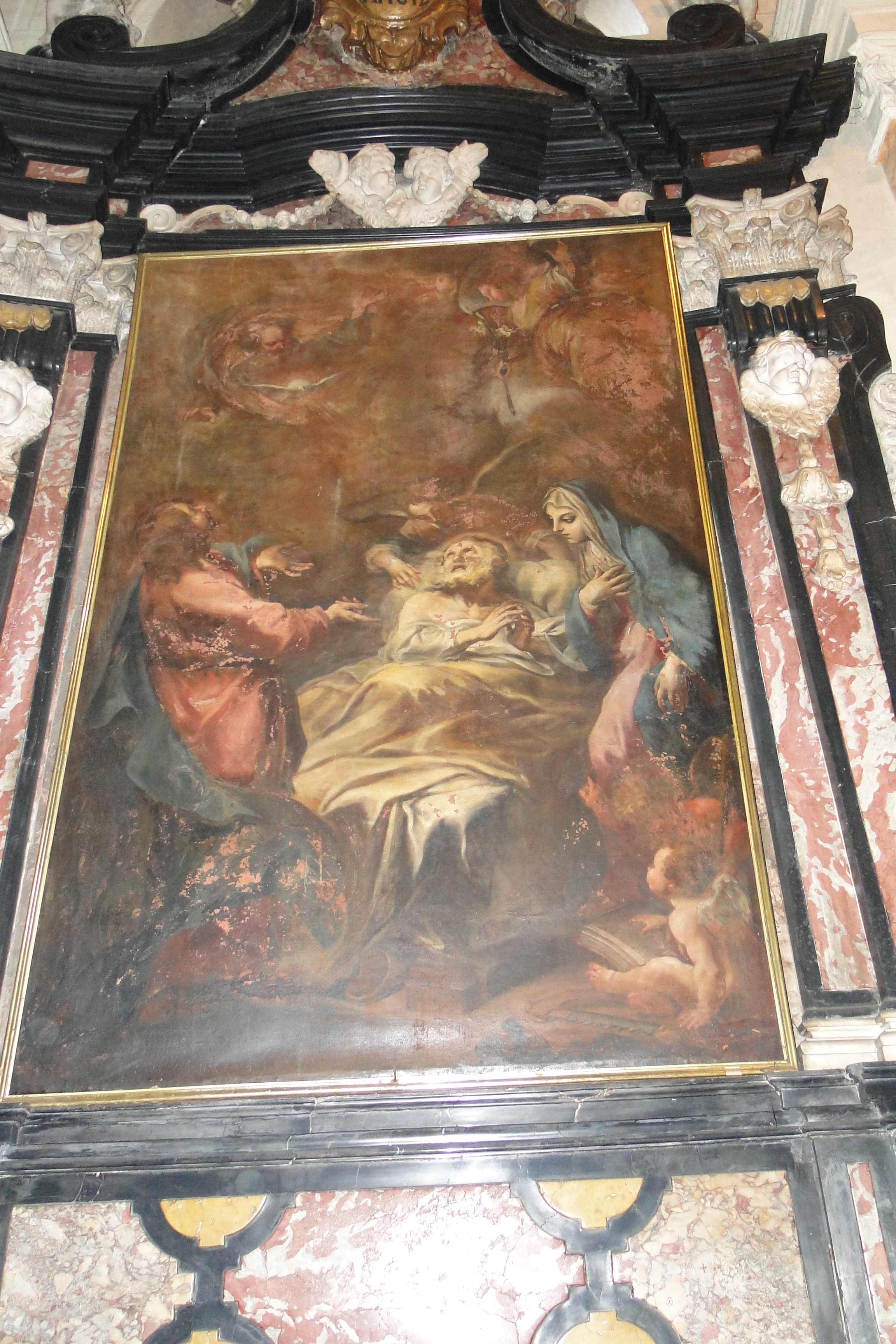
Pala dell'altare laterale destro Il transito di san Giuseppe, del pittore Giovanni Antonio Mari